# Célimène Gaudieux
Pour les articles homonymes, voir Célimène.
Célimène Gaudieux est une chanteuse métisse française, surnommée la « muse des trois bassins », née à Saint-Paul de La Réunion le 20 avril 1807, et morte dans cette même commune le 13 juillet 1864. Elle exerça ses talents tout en œuvrant en tant qu'aubergiste au lieu-dit La Saline. Elle sert encore de symbole et de muse à la poésie et à la culture populaire de l'île de La Réunion.

## Biographie

### Ascendance
Métisse, Célimène Gaudieux dite alors Marie-Monique naît esclave le 20 avril 1807 à Saint-Paul, d'un père affranchi créole blanc du nom de Louis Edmond Jeance ou Louis Edmond Jans selon les orthographes (Saint-Paul, 28 septembre 1789 - Saint-Pierre, 12 décembre 1854), et d'une mère esclave, Candide ou Marie-Candide, née vers 1790, que son père affranchit en 1811, et dont il se sert ensuite comme domestique. Il s'agit d'un couple mixte illégal qui ne respecte pas les règles du Code Jaune fixée par Colbert. 
Elle se plaît à se vanter d'être la petite-fille d'Évariste de Parny, poète réunionnais qui aurait eu une liaison avec sa grand-mère maternelle, une esclave malgache du nom de Léda, dont serait née une fille nommée Valère. Celle-ci aurait ensuite épousé un esclave d'Evariste de Parny et aurait donné naissance à trois filles dont l'une pourrait être la mère de Célimène Gaudieux.

### Enfance
Esclave, Célimène Gaudieux ne va pas à l'école. 
Peu après l'arrivée des anglais sur l'île en 1810, Marie-Monique et sa mère Marie-Candide sont affranchies par Louis Edmond Jeance. Les archives gardent trace des différentes étapes de cet affranchissement. Elle passe son enfance entre La Saline et Saint Paul. 
En 1830, vingt ans après, ses parents jusqu'ici en concubinage se marient, et l'acte de mariage conservé aujourd'hui aux Archives départementales de la Réunion indique la richesse de son père (11 esclaves) et de sa mère (5000 francs et trois esclaves). Les deux filles sont également légitimées. 
En 1833, ses parents se séparent, et l'année suivante, sa sœur décède à la Saline. Son père finit par vendre ses biens et s'installe dans la région du Tampon où il reste cultivateur jusqu'à sa mort.  

### Vie familiale
Célimène Gaudieux donne naissance le 11 janvier 1837 à une fille, Marie Louise Ovida, dont le père Ferdinand Lebreton décède peu de temps après, le 04 août 1837. 
Elle épouse ensuite Pierre Gaudieux le 3 octobre 1839 à Saint-Paul. Un mariage mixte illégal selon le Code Jaune entre une femme noir « libre de couleur » et un homme blanc « Français de souche ». Né en 1815 à Belvès dans le Périgord, et s'est engagé dans la gendarmerie coloniale. C'est ainsi qu'il arrive à La Réunion en 1837 dans la deuxième circonscription de Saint-Paul. Après son mariage, il démissionne de la gendarmerie pour devenir maréchal-ferrand au relais de poste de la Saline. Son activité se développant avec la forte croissance économique, il commence à assurer le dépannage et l'entretien de nombreuses voitures publiques. Ils ouvrent alors une auberge à La Saline pour restaurer et loger les voyageurs, profitant de l'inauguration de la route menant de Saint-Leu aux Hauts Saint-Paul, à une époque où le Cap La Houssaye était infranchissable. Cette aubergne est tenue par Célimène Gaudieux. La mère de Célimène Gaudieux leur offre la jouissance de la propriété de la Saline. Le couple aura 5 enfants : Pierre Augustin en 1841, Isaïde en 1842 (décédée à l'âge de 4 mois), Cadet en 1844, Célimène en 1846 et Amanda en 1848. 
En juillet 1852, Pierre Gaudieux décède durant l'épidémie de variole qui touche Saint-Paul, laissant Célimène Gaudieux avec cinq enfants à charge. Ayant contracté des dettes, elle est contrainte d'emprunter à Guillaume Aubry, commerçant aisé de Saint Paul, une somme de 1200 francs destinée à constituer une partie de la dote de sa fille Marie Louise, qui épouse en 1854 Guillaume Jean Roger de Villepinte, originaire de Narbonne. Le couple s'installe ensuite à Mayotte, où Guillaume Jean Roger de Villepinte mourut en 1863. Marie Louise Ovida se remarie avec Alfred Louis Zacharie Grenet, d'origine bretonne et chirurgien dans la Marine.  
Dès novembre 1852, elle met en location sa maison de Saint-Paul, ferme la maréchalerie et se concentre sur l'auberge de la Saline.  

## Poétesse à l'auberge de la Saline
Célimène Gaudieux apprend à lire et écrire lors des leçons particulières données aux enfants occidentaux dans les familles où elle est domestique. Son goût pour l'écrire l'amène à écrire des poèmes en français et en créole, en prose ou en vers. Elle les met en musique en s'accompagnant à la guitare pour les personnes passant à son auberge. Elle commence alors à se faire appeler Célimène et est surnommée la « muse des trois bassins ». Elle est connue pour son style impertinent, chantant à propos des blancs malhonnêtes et des mulâtresse. 
Elle se fait connaître par des personnalités de voyage comme Louis Simonin ou des personnalités lettrées de l'île, souvent l'élite culturelle locale pour la plupart issu de métropole, qui deviennent ses amis. Parmi lesquels, on compte Pierre de Monforant, professeur au lycée impérial ; Thomy Lahuppe, journaliste ; Eugène Volcy Focard, secrétaire du procureur général et linguiste (auteur d'un ouvrage Le Patois Créole) ; Elie Pajot, historien et ancien maire de Saint Denis ; Jean Marie Raffray, biographe ; Gilles Crestien ; et autres érudits. Le peintre et lithographe Antoine Roussin compte parmi ses admirateurs et l'inclut dans son L'Album de l'île de la Réunion.
Elle surnomme et fait graver sur le fronton de son auberge l'intitulé suivant : « Hôtel des hommes d’esprit, les imbéciles doivent passer sans s’y arrêter ».

### Représentations
En septembre 1861, Alfred Francine grave un premier bois de Célimène Gaudieux d'après un daguerréotype pris par Antoine Roussin, montrant Célimène Gaudieux jouant de la guitare.
Au début de l'année 1862, Antoine Roussin grave à son tour une planche lithographique, où Célimène Gaudieux apparaît habillée d'une robe en drap noir, coiffée d'une capeline et les cheveux retenus en chignon. 
Une troisième gravure de Célimène Gaudieux est faite par Charles Joseph Mettais, portraitiste, et publiée dans les numéros 140 et 141 du journal Le Tour du monde d'Edouard Charton. 

### La guitare de Célimène Gaudieux
Les trois lithographies la représentent avec une guitare, instrument rare dans son milieu social, et dont la facture indique qu'elle a été produite en métropole. 
Celle-ci a été déposée dans le fonds du musée Léon-Dierx en 1911. Elle fait partie depuis 1989 des collections du musée historique de Villèle  qui l'a faite restaurer en 2001. Elle a été prêtée au musée Stella Matutina pour les besoins de l'exposition Tschiéga Ségas, Musiques et danses de l'océan Indien (21 septembre 2019 -1er mars 2021).

## Décès et héritage
À la fin de sa vie, Célimène Gaudieux est épuisée par la maladie et perd son public. En 1863, les diligences ne s'arrêtent plus à la Saline à la suite de la modernisation des voies de communication, ce qui marque la fin de l'auberge également. En novembre 1863, elle quitte l'auberge pour s'installer à Saint-Paul où elle est prise en charge par l'hospice des indigents. Elle décède le 13 juillet 1864 au domicile de Madame Delphine Guadet, rue du Port. 
Elle est enterrée le lendemain, et le journaliste Thomy Lahuppe écrira dans Le Moniteur de la Réunion le 19 juillet : « Célimène Gaudieux qui ne l'a connue, cette femme poète et compositeur à la fois. Sa verve satirique avait le talent de dérider les fronts les plus soucieux. Elle maniait avec un rare bonheur le patois créole dont elle avait presque fait une langue poétique. Que de bons mots dans ces chansonnettes qu'elle improvisait en épluchant ses pommes de terre ». 
Un avis nécrologique est également paru le 24 juillet dans le journal La Malle. 
Célimène Gaudieux lègue son cahier de chansons au Dr Jean Milhet mais celui-ci disparait. Il ne reste que quelques chansons ou textes, deux lithographies d'Antoine Roussin et sa guitare. Ces biens immobiliers seront vendus par licitation.
Ses amis et admirateurs publieront, vingt ans après sa mort, une série d'articles sur Célimène Gaudieux (numéros des 21 et 24 juillet, des 8 et 15 septembre 1884), mais il faut attendre 1929 pour qu'une commission présidée par le Gouverneur Émile Merwart s'intéresse à Célimène Gaudieux. Une délégation se rend alors à la Saline pour interroger les vieillards et noter les chansons ainsi que les airs. Seules quelques chansons de Célimène Gaudieux parviennent ainsi jusqu'à nous.

## Œuvres (chansons)
- Célimène Gaudieux, Autoportrait de Célimène

- Célimène Gaudieux, Missie L et Blanc Malhonnête

- Célimène Gaudieux, Monsieur de Kerveguen

## Postérité
Depuis, son art a notamment inspiré le poète Jean Albany. Et Célimène jouit encore aujourd'hui d'une postérité importante.  
En 1996, David Hoarau et Patrick Sida, musiciens, créent le duo Célimène. On a baptisé en 2000 un nouveau piton volcanique formé sur les flancs du Piton de la Fournaise à son nom. En 2002, un collège saint-paulois prend officiellement son nom. Une école maternelle de la Ravine des Cabris (Saint-Pierre) porte son nom et propose un panneau explicatif sur la vie de Célimène. Un square à Saline porte son nom.
Organisé par le Conseil départemental de La Réunion depuis 2005, le prix Célimène récompense des femmes artistes dans le domaine de la peinture, de la sculpture ou de la photographie.